# Курганска област
Курганска област (рус. Курганская область) је конститутивни субјект Руске Федерације са статусом области на самом југу Уралског федералног округа у азијском делу Русије.
Административни центар области је град Курган.

## Етимологија
Област носи име по административном центру, граду Кургану. Град је основан 1679. године и до 1738. носио је назив Царево Городишће (рус.Царёво Городи́ще). Од 1738. до 1782. град се зове Курганска Слобода (рус.Курга́нская слобода́), а од 1782. Курган.
Царево Городишће, значи „Царева хумка“, а односи се на древну хумку пронађену у близини садашњег града. Туркијска реч за хумку је курган, по којој је град добио садашње име.

## Становништво
| 1989.     | 2002.     | 2010.   |
| --------- | --------- | ------- |
| 1,104,872 | 1,019,532 | 910,807 |